# Zmarli w lutym 2009

## Luty 2009
- 28 lutego
  - Krzysztof Osiecki, polski montażysta[1]
  - Eugeniusz Piontek, polski prawnik, profesor prawa europejskiego[2]
- 27 lutego
  - Manea Mănescu, rumuński polityk, premier (1974–1979)[3]
  - Mariana Paz, kolumbijska wojskowa, członkini FARC[4]
  - Władysław Zygmunt Traczyk, polski fizjolog[5]
- 26 lutego
  - Grzegorz Borek ps. Bolec, polski raper, pionier polskiego hip-hopu, aktor[6]
  - Wendy Richard, brytyjska aktorka[7]
  - Norm Van Lier, amerykański koszykarz ligi NBA, zawodnik Chicago Bulls[8]
- 25 lutego
  - Ian Carr, amerykański pisarz, trębacz, pedagog[9]
  - Zbigniew Chmielewski, polski reżyser i scenarzysta filmowy[10]
  - Philip José Farmer, amerykański pisarz science fiction i fantasy[11]
  - Alfred Zejc, polski lekarz, profesor Akademii Medycznej i Collegium Medicum Uniwersytetu Jagiellońskiego w Krakowie[12]
- 24 lutego
  - Anatolij Stiepanow, rosyjski przewodniczący Dumy Samarskiej Guberni[13]
  - Tadeusz Sumiński, polski fotografik, uczestnik powstania warszawskiego[14]
  - Daria Sylwańska-Pawłowa, rosyjska językoznawczyni, tłumaczka[15]
- 23 lutego
  - Hercules Bellville, amerykański scenarzysta, reżyser[16]
  - Sverre Fehn, norweski architekt modernistyczny, laureat Nagrody Pritzkera[17]
  - Jarosław Mianowski, polski muzykolog, profesor Uniwersytetu im. Adama Mickiewicza w Poznaniu[18]
  - Franciszek Starowieyski, polski malarz, grafik i scenograf[19]
- 22 lutego
  - Candido Cannavò, włoski dziennikarz, redaktor naczelny „La Gazzetta dello Sport”[20]
  - Paul Joseph Phạm, wietnamski duchowny katolicki, kardynał[21]
  - Sławomir Rutka, polski piłkarz m.in. Legii Warszawa, Widzewa Łódź, Ruchu Radzionków, Korony Kielce[22]
  - Ewa Rzetelska-Feleszko, polska językoznawczyni[23]
  - Howard Zieff, amerykański reżyser filmowy[24]
- 20 lutego
  - Július Nôta, słowacki piłkarz[25]
  - Robert Quarry, amerykański aktor
- 19 lutego
  - Kelly Groucutt, brytyjski wokalista, basista grupy Electric Light Orchestra[26]
  - Edmund Majkowski, polski artysta rzeźbiarz
  - Stefan Szymutko, polski eseista, historyk literatury, znawca polskiej prozy XX wieku
  - Miika Tenkula, fiński wokalista i gitarzysta zespołu Sentenced
- 18 lutego
  - Franz Marischka, austriacki reżyser i scenarzysta
  - Henryk Mądrawski, polski malarz, grafik
  - Kamila Skolimowska, mistrzyni olimpijska z Sydney w rzucie młotem
  - Mike Whitmarsh, amerykański siatkarz plażowy[27]
- 17 lutego
  - Janusz Krupiński, polski piłkarz[28]
- 16 lutego
  - Piotr Abrasimow, radziecki dyplomata, polityk
  - Dorothy Bridges, amerykańska aktorka[29]
  - Stephen Kim Sou-hwan, południowokoreański duchowny katolicki, kardynał
  - Tadeusz Lubczyński, polski kierownik produkcji filmowej
  - Stanisław Sieradzki, polski żołnierz, uczestnik powstania warszawskiego
  - Jan Winkler, czeski prawnik, polityk i dyplomata
  - Michał Ziółkowski, polski działacz obozowej konspiracji, więzień Auschwitz[30]
- 14 lutego
  - Ilja Bojanovský, czeski kamerzysta
  - Andrzej Ancuta, polski operator filmowy
  - Louie Bellson, amerykański perkusista jazzowy[31]
- 13 lutego
  - Bakhtiyar Vahabzadeh, azerski poeta
  - Jerzy Hawrylewicz, polski piłkarz
  - Jerzy Jurga, polski malarz, konstruktor kusz
  - Karolina Maria Kasperkiewicz, polska siostra zakonna, wieloletnia współpracowniczka watykańskiej Kongregacji Spraw Kanonizacyjnych[32]
- 12 lutego
  - Jerzy Bratoszewski, polski prawnik, polityk i poeta, żołnierz Armii Krajowej[33]
  - Giacomo Bulgarelli, włoski piłkarz, reprezentant Włoch, mistrz Europy[34]
  - Jan Chudy, polityk polski związany z ruchem ludowym, poseł na Sejm PRL, wicewojewoda olsztyński
  - Ewa Lejczak-Paradowska, polska aktorka[35]
  - Kazimierz Osiński, polski rajdowiec, nestor zawodników rajdowych Automobilklubu Krakowskiego[36]
  - ks. Czesław Podleski, polski duchowny katolicki, sekretarz apostolstwa chorych[37]
  - Josef Vaniš, czeski kamerzysta
  - Kazimierz Siczek, polski operator filmowy i imitator dźwięku
- 11 lutego
  - Hajo Banzhaf, niemiecki filozof
  - Fernand Andreani, francuski pilot, który pobił rekord prędkości samolotem pasażerskim[38]
  - Albert Barillé, francuski producent telewizyjny, scenarzysta, karykaturzysta
  - Estelle Bennett, amerykańska piosenkarka grupy The Ronettes[39]
  - Witold Filler, polski pisarz, dziennikarz
  - Willem Johan Kolff, holenderski lekarz, wynalazca hemodializy
  - Pavel Novák, czeski piosenkarz
  - Rail Rzayev, azerski generał
  - Ahmed Shallal, iracki piłkarz[40]
  - Andrzej Wojewódzki, polski lotnik
- 10 lutego
  - Jan Błoński, polski historyk literatury, krytyk literacki, tłumacz
  - Jeremy Lusk, amerykański motocyklista
- 9 lutego
  - Kazys Bradūnas, litewski poeta
  - Eluana Englaro, włoska pacjentka, będąca przez 17 lat w stanie wegetatywnym
  - Kazimierz Grzybowski, polski wojskowy, żołnierz AK
  - Franciszek Lis, polski geolog
  - Orlando Lopez, kubański basista oraz współzałożyciel Buena Vista Social Club[41]
  - Maria Orwid, polska psychiatra
- 8 lutego
  - Andrzej Bachleda-Curuś, polski śpiewak operowy (tenor), ojciec Jana i Andrzeja
  - Jan Berdak, polski fotografik
  - Marian Cozma, rumuński piłkarz ręczny, reprezentant Rumunii
- 7 lutego
  - Jan Bachleda-Curuś, polski narciarz alpejski, olimpijczyk
  - Molly Bee, amerykańska piosenkarka country
  - Stanisław Frączysty, kurier tatrzański
  - Ignacy Lewandowski, polski aktor
  - Kazimierz Polański, światowej sławy polski językoznawca
  - Piotr Stańczak, polski geolog[42]
- 6 lutego
  - Zbysław Anielak, polski lekkoatleta, uczestnik ME (1966) i HME (1967)
  - Vladimír Borecký, czeski psycholog
  - Philip Carey, amerykański aktor
  - Maciej Nałęcz, polski naukowiec, biocybernetyk, poseł na Sejm PRL IX kadencji[43]
  - James Whitmore, amerykański aktor[44]
- 5 lutego
  - Władysław Bartkiewicz, polski współtwórca i organizator ponad trzydziestu festiwali opolskich
  - Raaphi Persitz, izraelski szachista
  - Mordechai Tsanin, izraelski pisarz
  - Noah Weinberg, izraelski rabin
  - Dana Vávrová, czeska aktorka
- 4 lutego
  - Christophe Dupouey, francuski kolarz, mistrz świata[45]
  - Józef Hordyński, jeden z pierwszych więźniów niemieckiego obozu Auschwitz
  - Lux Interior, amerykański muzyk grupy The Cramps[46]
  - Rudy Kennedy, brytyjski świadek Holokaustu, polskiego pochodzenia[47]
  - Frederiek Nolf, belgijski kolarz[48]
  - Witold Zalewski, polski pisarz
- 3 lutego
  - Jakub Blacký, czeski żołnierz walczący w II wojnie światowej
  - Kurt Demmler, niemiecki piosenkarz
  - Bogdan Trochanowski, światowej sławy polski wiolonczelista i kompozytor
  - Pawło Zahrebelny, ukraiński pisarz
- 2 lutego
  - Howard Kanovitz, amerykański malarz, fotorealista (ur. 1929)
  - Ralph Kaplowitz, amerykański koszykarz, jeden z zawodników, którzy wystąpili w pierwszym meczu ligi NBA[49]
- 1 lutego
  - Lukas Foss, amerykański kompozytor, dyrygent, pianista[50]
  - Peter Howson, polityk australijski, minister lotnictwa (1964–1968)
  - Jim McWithey, amerykański kierowca wyścigowy